# Siegfried Matlok

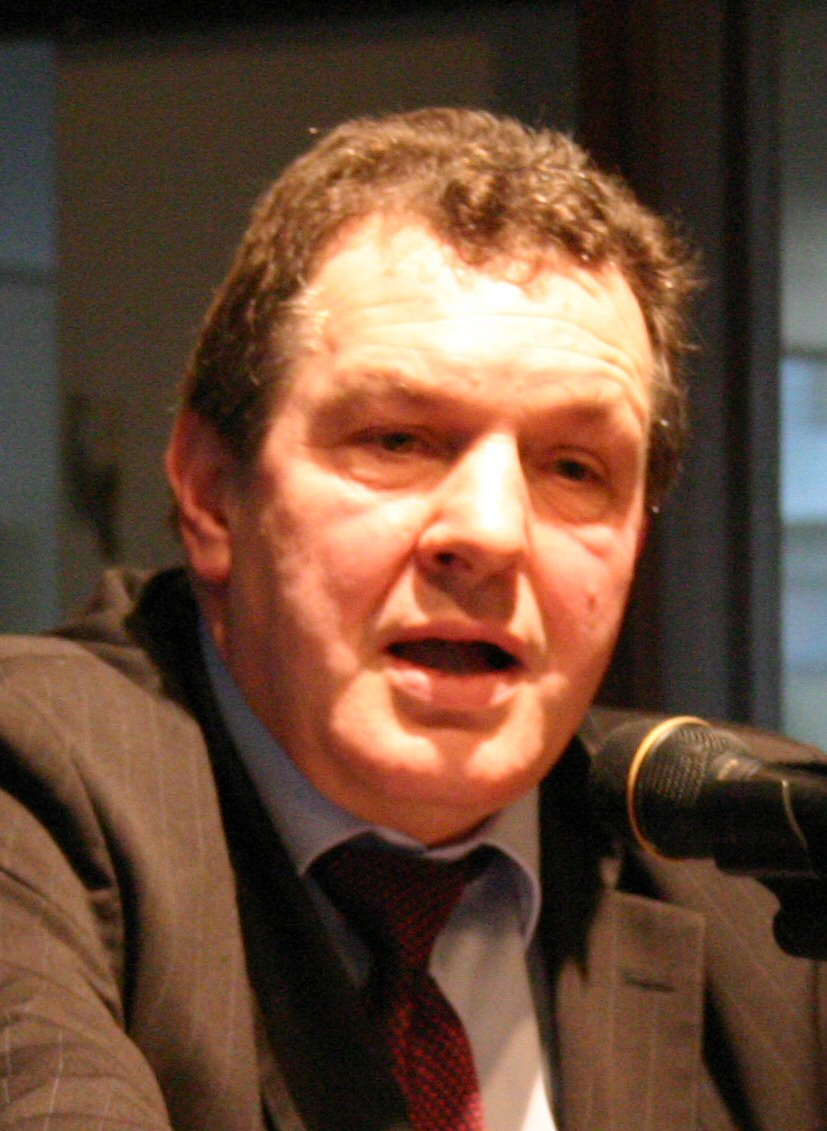
Siegfried Matlok 2003

Siegfried Matlok (* 1945) ist ehemaliger Chefredakteur der deutschen Tageszeitung Der Nordschleswiger, der Zeitung der deutschen Minderheit in Dänemark, und ehemaliger Leiter des Sekretariats der Deutschen Volksgruppe in Kopenhagen.

## Leben und Beruf
Matlok stammt aus Flensburg-Weiche, also dem deutschen Südschleswig. Teile seiner Familie schlossen sich 1945 wie viele andere der dänischen Bewegung an. Matlok selbst besuchte die dänische Schule, war jedoch selbst nicht dänischer, sondern deutscher Gesinnung. Seine Journalistenausbildung machte er bei der Südschleswigschen Heimatzeitung, dem deutschsprachigen Ableger von Flensborg Avis, in Flensburg und beim Nordschleswiger. 1973 wurde er verantwortlicher Redakteur des Nordschleswigers, der deutschen Tageszeitung in Dänemark, von 1979 bis 2013 war er Chefredakteur. Von der Gründung am 6. September 1983 bis 2006 war er Leiter des Sekretariats der deutschen Minderheit bei Regierung und Parlament in Kopenhagen und vertrat die Volksgruppe im Kontaktausschuss für die deutsche Minderheit beim Folketing.
Matlok ist Vorstandsmitglied in der Außenpolitischen Gesellschaft Dänemarks, privilegiertes Mitglied der Presseloge des Folketings und Mitglied im EU-Interreg-Ausschuss für Schleswig-Holstein und Süddänemark.
Matlok wohnt in Løjt (deutsch Loit) bei Aabenraa (deutsch Apenrade).

### Auszeichnungen
- 1995 Dänisch-deutscher Preis
- 1996 Sprachpreis der deutschen Auslandspresse
- 2008 Dänischer Publizistenpreis („Lille publicistpris“) vom dänischen Publizistenklub („Den danske Publicistklub“).
- 2015 Ebbe Munck-Preis

### Orden
- 1995 – Bundesverdienstkreuz 1. Klasse
- 2003 – Dannebrogorden
- 2007 – Großes Verdienstkreuz des Verdienstordens der Bundesrepublik Deutschland
- 2007 – Ritterkreuz 1. Klasse des Dannebrogordens
- 2012 – Goldenes Verdienstzeichen für Verdienste um die Republik Österreich[1]

## Publikationen
Matlok ist ein bekannter Kommentator dänischer, deutscher und europäischer Politik, der sich für europäische Integration sowie regionale Zusammenarbeit in der Grenzregion eingesetzt hat.
1989 publizierte er aufgrund langer Gespräche mit Werner Best dessen Erinnerungen von seiner Zeit als deutscher Reichsbevollmächtigter in Dänemark während des Zweiten Weltkriegs. Das Buch Dänemark in Hitlers Hand erschien auch in dänischer Sprache.